# Élection présidentielle polonaise de 2005
L'élection présidentielle polonaise de 2005 s'est tenue les 9 et 23 octobre. Le candidat conservateur Lech Kaczyński l'emporte au second tour et entre en fonction le 23 décembre 2005.

## Modalités du scrutin
Le président de la République de Pologne est élu pour cinq ans au scrutin uninominal majoritaire à deux tours par les citoyens polonais. Il ne dispose pas de pouvoirs étendus, contrairement au président du Conseil des ministres. Le chef de l'État peut néanmoins s'opposer à une loi en imposant son droit de veto législatif qui ne peut être levé par la Chambre basse qu'à la majorité qualifiée des trois cinquièmes.
Les candidats à l'élection présidentielle devaient se faire connaître auprès de la Commission électorale nationale au plus tard le 26 avril 2010, soit 55 jours avant le scrutin, en ayant réuni 1 000 signatures d'électeurs en leur faveur. Représentés par un comité électoral d'au moins 15 membres, ils avaient ensuite dix jours pour collecter cette fois 100 000 signatures de soutien, soit jusqu'au 6 mai.

## Contexte
Le 8 octobre 2000, le président social-démocrate sortant, Aleksander Kwaśniewski, était réélu chef de l'État pour un dernier mandat de cinq ans. Alors qu'il est proche du terme de ce mandat, la Constitution polonaise lui défend de briguer, une troisième fois, la présidence de la République.
Les élections législatives anticipées du 25 septembre 2005 sont remportées par les principaux partis de la droite conservatrice, crédités de 51,1 % des suffrages, quand le centre gauche au pouvoir depuis 2001, subit une cuisante défaite avec à peine 11 % des voix.
Dans ce contexte, les partis politiques désignent leurs candidats pour l'élection présidentielle. Certains ont déclaré leur candidature de longue date, comme le maire conservateur de Varsovie, Lech Kaczyński ; l'ancienne ministre Henryka Bochniarz ; ou encore le vice-président de la Diète, Donald Tusk. D'autres, initialement candidats, durent renoncer pour des raisons diverses, comme l'ancien président du Conseil social-démocrate, Włodzimierz Cimoszewicz, pourtant soutenu par l'épouse du président sortant Jolanta Kwaśniewska et remplacé par l'ancien président de la Diète, Marek Borowski.

## Campagne
Soutenu par le président Kwaśniewski, le président du Conseil social-démocrate Marek Belka et de nombreux cadres politiques, Włodzimierz Cimoszewicz, ancien chef du gouvernement, présente officiellement sa candidature à l'élection présidentielle ; favori des sondages et des enquêtes d'opinions qui lui prêtent jusqu'à 30 % des intentions de vote, il perd cependant ce statut lorsque les deux candidats de droite, Lech Kaczyński et Donald Tusk, évoquent une possible alliance, qui finalement ne se fera pas. Le 14 septembre 2005, un peu plus de deux mois après sa déclaration de candidature, Cimoszewicz se retire et ne donne aucune consigne de vote aux électeurs qui voulaient lui apporter leurs suffrages.
Le populiste Andrzej Lepper, dirigeant du parti Autodéfense, jouit d'une position confortable dans de nombreux sondages qui lui confère le statut d'arbitre de l'élection présidentielle. Garant de valeurs conservatrices, il se dit très ouvert sur des questions sociales et prône des mesures favorables aux classes populaires.
Le retrait de Włodzimierz Cimoszewicz ne profite pas au centre gauche : le candidat de la Social-démocratie de Pologne (SLD), Marek Borowski, n'est crédité que d'un peu plus de 10 % des intentions de vote.

## Candidats

### Présents au premier tour
| Candidat            | Candidat            | Parti                                          | Idéologie                                                          |
| ------------------- | ------------------- | ---------------------------------------------- | ------------------------------------------------------------------ |
| Henryka Bochniarz   | Henryka Bochniarz   | Parti démocrate - demokraci.pl (PD)            | Démocratie Libéralisme Social-libéralisme                          |
| Marek Borowski      | Marek Borowski      | Social-démocratie de Pologne (SDPL)            | Social-démocratie Social-libéralisme Progressisme                  |
| Leszek Bubel        | Leszek Bubel        | Parti national polonais (PPN)                  | Ultranationalisme Antisémitisme Chauvinisme                        |
|                     | Liwiusz Ilasz       | Indépendant                                    | Populisme Monarchisme Légalisme                                    |
| Lech Kaczyński      | Lech Kaczyński      | Droit et justice (PiS)                         | Conservatisme Démocratie chrétienne Solidarisme                    |
| Jarosław Kalinowski | Jarosław Kalinowski | Parti paysan polonais (PSL)                    | Agrarisme Démocratie chrétienne Centrisme                          |
| Janusz Korwin-Mikke | Janusz Korwin-Mikke | Plate-forme de Janusz Korwin-Mikke (PJKM)      | Libertarianisme Conservatisme Laissez-faire                        |
| Andrzej Lepper      | Andrzej Lepper      | Autodéfense de la république de Pologne (SRP)  | Agrarisme Nationalisme Populisme                                   |
|                     | Jan Pyszko          | Indépendant                                    | National-conservatisme Solidarisme                                 |
| Adam Słomka         | Adam Słomka         | Confédération de la Pologne indépendante (KPN) | Anticommunisme Solidarisme                                         |
| Donald Tusk         | Donald Tusk         | Plate-forme civique (PO)                       | Libéral-conservatisme Libéralisme économique Démocratie chrétienne |
| Stanisław Tymiński  | Stanisław Tymiński  | Indépendant                                    | Libertin Nationalisme Populisme                                    |

### Retrait en cours de campagne
- Włodzimierz Cimoszewicz - post-communiste, ancien président de la Diète, Alliance de la gauche démocratique; le 14 septembre, il quitte la course présidentielle
- Zbigniew Religa - chirurgien de renom, professeur de cardiologie, sénateur du Parti du centre (le 2 septembre, Zbigniew Religa annonce qu'il soutient Donald Tusk, et quitte l'élection)
- Daniel Podrzycki - chef de file du mouvement de gauche Parti travailliste polonais il meurt dans un accident de voiture le 24 septembre
- Maciej Giertych - nationaliste conservateur, Membre du Parlement européen pour la Ligue des familles polonaises ; le 4 octobre, il quitte la course présidentielle.

## Résultats
| Candidats                | Candidats                | Partis                   | Premier tour | Premier tour | Second tour | Second tour |
| Candidats                | Candidats                | Partis                   | Voix         | %            | Voix        | %           |
| ------------------------ | ------------------------ | ------------------------ | ------------ | ------------ | ----------- | ----------- |
|                          | Donald Tusk              | PO                       | 5 429 666    | 36,33        | 7 022 319   | 45,96       |
|                          | Lech Kaczyński           | PiS                      | 4 947 927    | 33,10        | 8 257 468   | 54,04       |
|                          | Andrzej Lepper           | SRP                      | 2 259 094    | 15,11        |             |             |
|                          | Marek Borowski           | SDPL                     | 1 544 642    | 10,33        |             |             |
|                          | Jarosław Kalinowski      | PSL                      | 269 316      | 1,80         |             |             |
|                          | Janusz Korwin-Mikke      | UPR                      | 214 116      | 1,43         |             |             |
|                          | Henryka Bochniarz        | PD                       | 188 598      | 1,26         |             |             |
|                          | Liwiusz Ilasz            | Sans                     | 31 691       | 0,21         |             |             |
|                          | Stanisław Tymiński       | PUG                      | 23 545       | 0,16         |             |             |
|                          | Leszek Bubel             | PPN                      | 18 828       | 0,13         |             |             |
|                          | Jan Pyszko               | ONP-LP                   | 10 371       | 0,07         |             |             |
|                          | Adam Słomka              | KP                       | 8 895        | 0,06         |             |             |
|                          |                          |                          |              |              |             |             |
| Votes valides            | Votes valides            | Votes valides            | 14 946 689   | 99,34        | 15 279 787  | 98,99       |
| Votes blancs et nuls     | Votes blancs et nuls     | Votes blancs et nuls     | 99 661       | 0,66         | 155 233     | 1,01        |
| Total                    | Total                    | Total                    | 15 046 350   | 100          | 15 435 020  | 100         |
| Abstention               | Abstention               | Abstention               | 15 213 677   | 50,28        | 14 844 189  | 49,02       |
| Inscrits / participation | Inscrits / participation | Inscrits / participation | 30 260 027   | 49,72        | 30 279 209  | 50,98       |

### 1ertour
Arrivé en tête du premier tour comme les sondages l'avaient indiqué quelques jours précédemment, le candidat libéral Donald Tusk, avec un peu plus de 36 % des voix, se place en position de favori pour le second tour, devant le maire de Varsovie, Lech Kaczyński, qui, avec 33 % des suffrages, se qualifie pour le second tour.
Mais le résultat important d'Andrzej Lepper, fort de plus de deux millions de voix, peut bouleverser les choses : s'il ne donne pas, le soir du premier tour, de consigne de vote, il accepte, après un accord avec Droit et justice, de soutenir Lech Kaczyński, qui entend gouverner avec Autodéfense, la formation dirigée par Lepper.
Le candidat social-démocrate, Marek Borowski, recueille un résultat décevant : avec un peu plus de 10 % des suffrages, celui-ci, qui convoitait la deuxième place ou, à défaut, celle d'arbitre, c'est-à-dire la troisième, est placé loin derrière le populiste Andrzej Lepper, et finit quatrième de ce premier tour de scrutin ; un revers pour les sociaux-démocrates, qui étaient crédités de près de 30 % intentions de vote lorsque le candidat Cimoszewicz menait campagne.
Les huit autres candidats, qui ne recueillent que de très fables résultats, inférieurs à 2 % du corps électoral, ne sont pas en mesure d'influencer les résultats du deuxième tour.

### 2etour
Avec plus de 54 % des voix, Lech Kaczyński, qui n'était pas en tête du premier tour, est confortablement élu président de la République de Pologne, face au libéral Donald Tusk, largement défait bien que l'ensemble des sondages menés durant l'entre-deux tours le donnait vainqueur. C'est la première fois qu'un conservateur est élu chef de l'État depuis la chute du régime communiste.